# Pkill
pkill est une commande Unix abréviation de Processus Kill, qui envoie une interruption au processus mentionné.
Elle comprend plusieurs niveaux de priorité, pkill envoie un SIGTERM, et pkill -9 un SIGKILL.
Elle autorise les expressions rationnelles.

## Exemples
Parfois le serveur web sature et il est impossible de le redémarrer normalement :
```
$
 
/etc/init.d/apache
 
stop
$
 
ps
 
-ef
 
|
grep
 
http
...
$
 
pkill
 
http
$
 
ps
 
-ef
 
|
grep
 
http

$
 
/etc/init.d/apache
 
start

```